# دينوسيفيليا

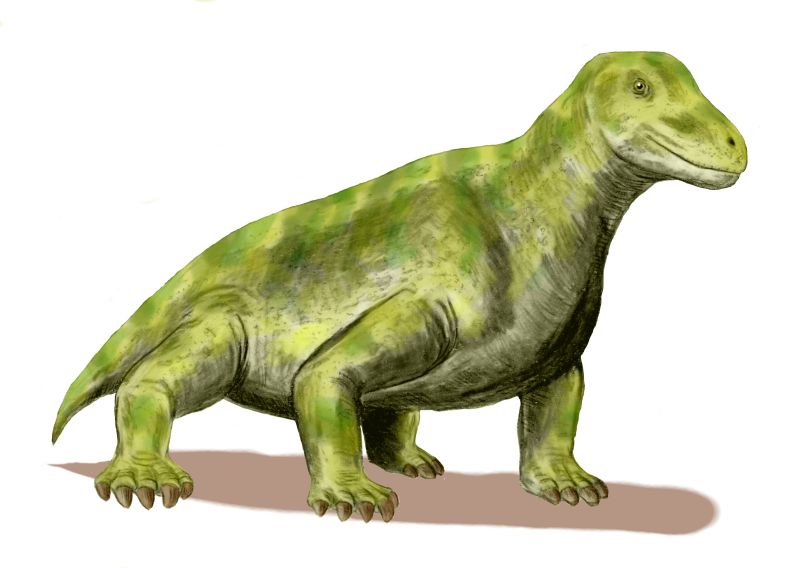
إعادة إنشاء الموستشوبس

الدينوسيفيليا (Dinocephalia) هو تصنيف تفرعي من الثيرابسيدات المبكرة كبيرة الحجم التي ازدهرت لفترة وجيزة في عصر البرمي الأوسط بين 272 و 260 مليون سنة مضت ، وانقرضت بدون ترك أي نسل. تضمنت الدينوسيفيليات كلا من الأشكال العاشبة واللاحمة، أنواع عديدة منها كانت لها جماجم سميكة مع نتوءات عظمية بارزة كثيرة. الدينوسيفيليات معروفة من روسيا والصين والبرازيل وجنوب أفريقيا وزيمبابوي. حيث عثر على أحفورات لها.

## تصورات لبعض أنواعها

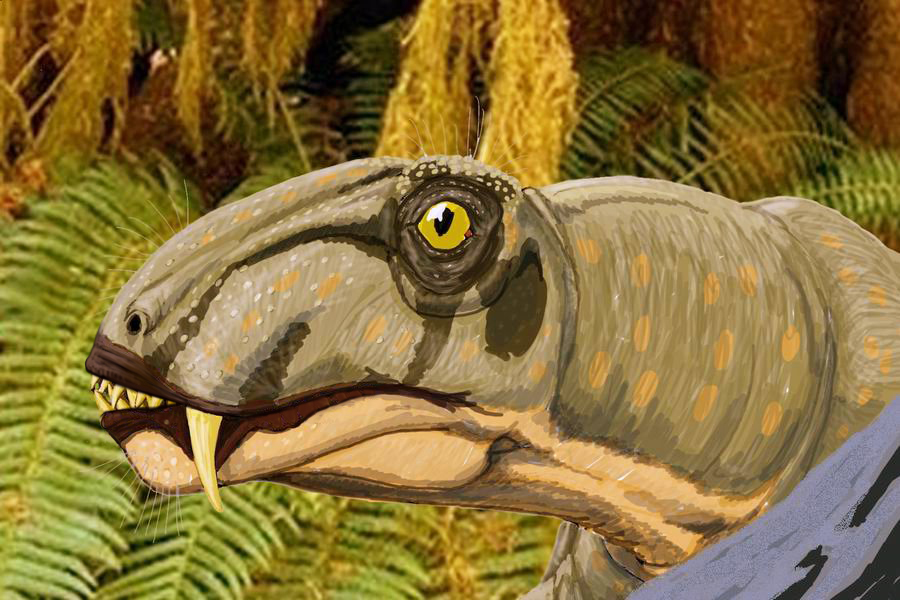
Stenocybus
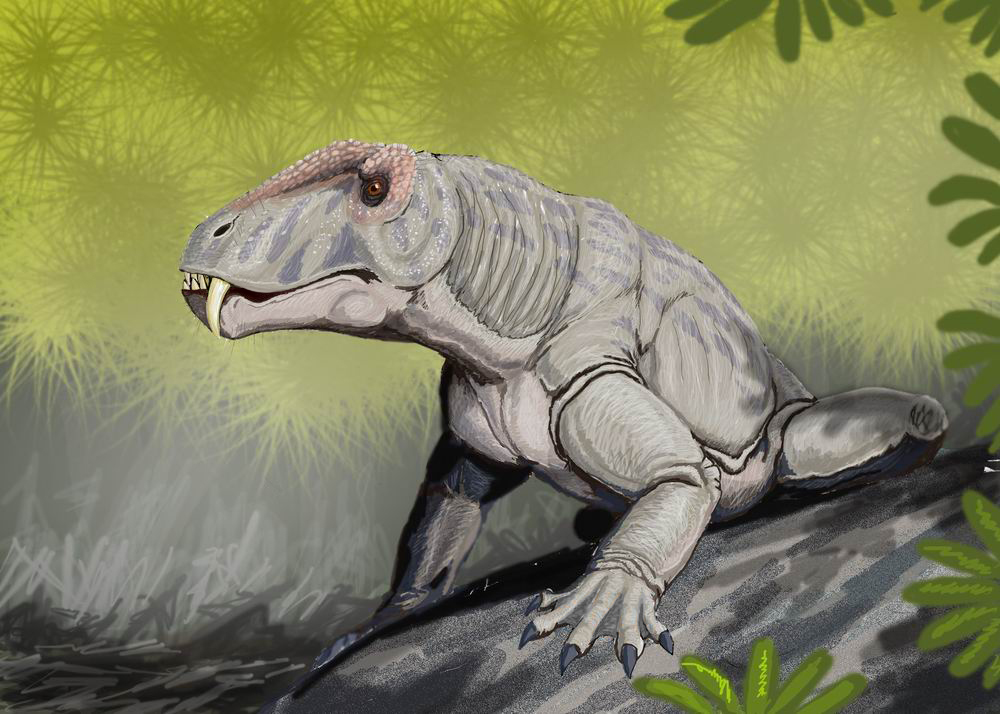
Doliosauriscus
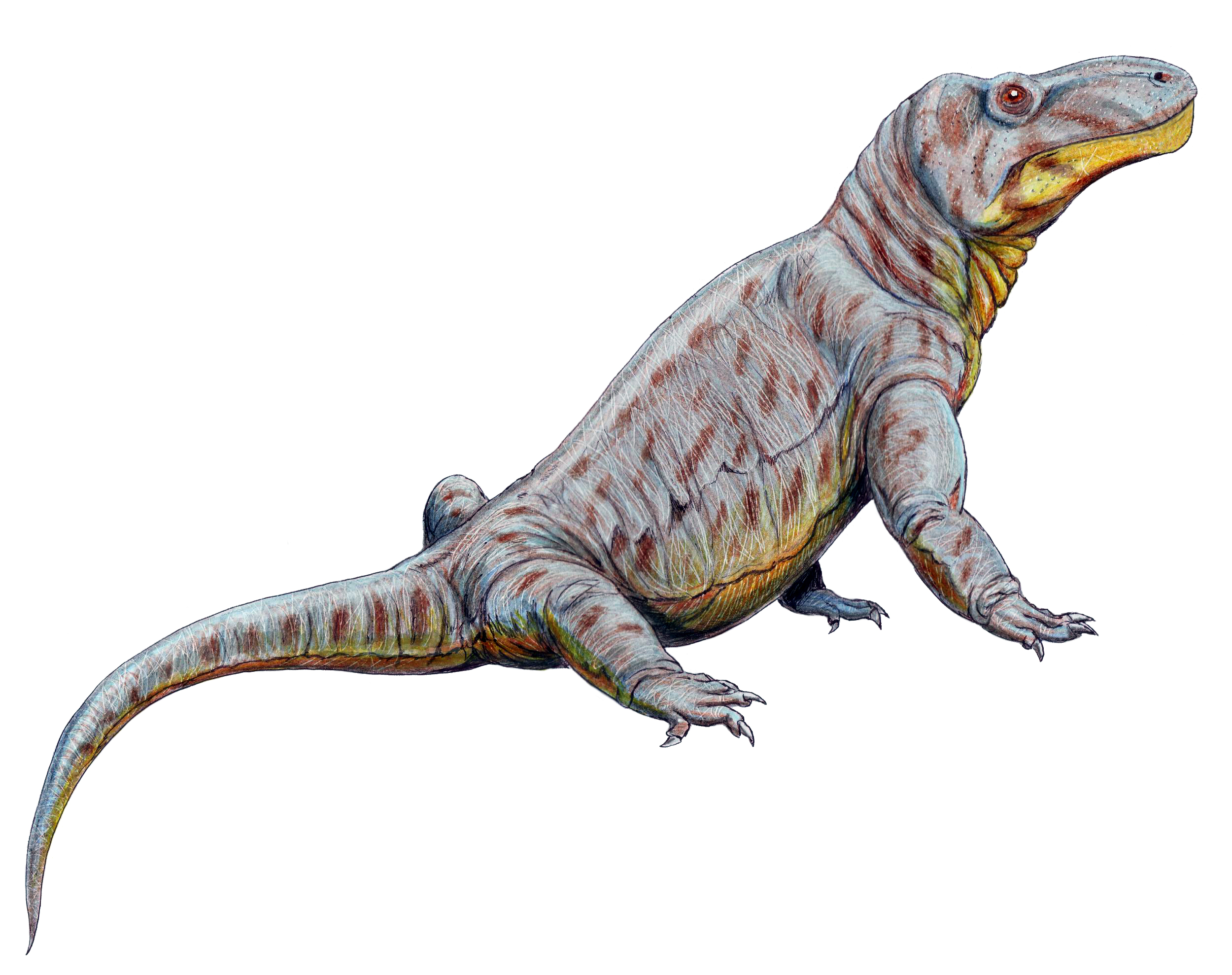
Titanosuchus
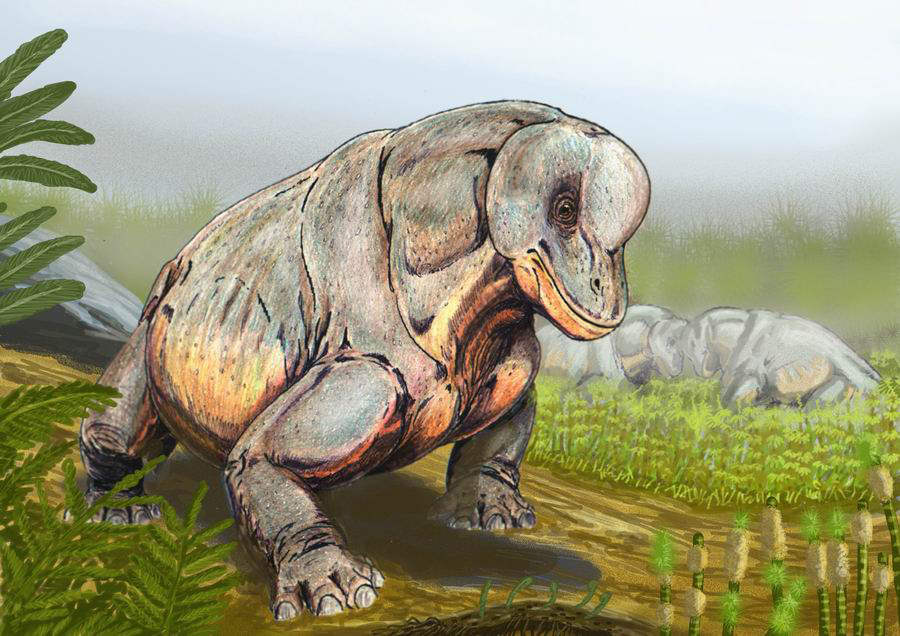
Tapinocephalus
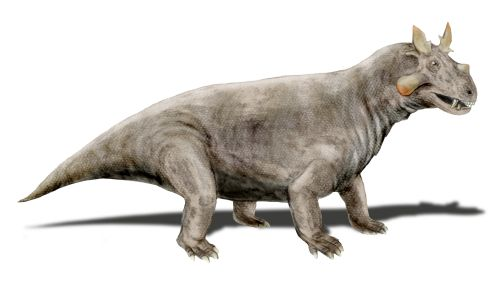
Estemmenosuchus
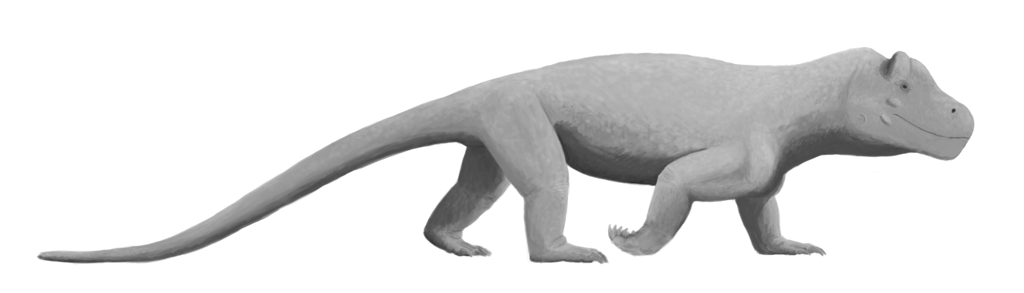
Anteosaurus
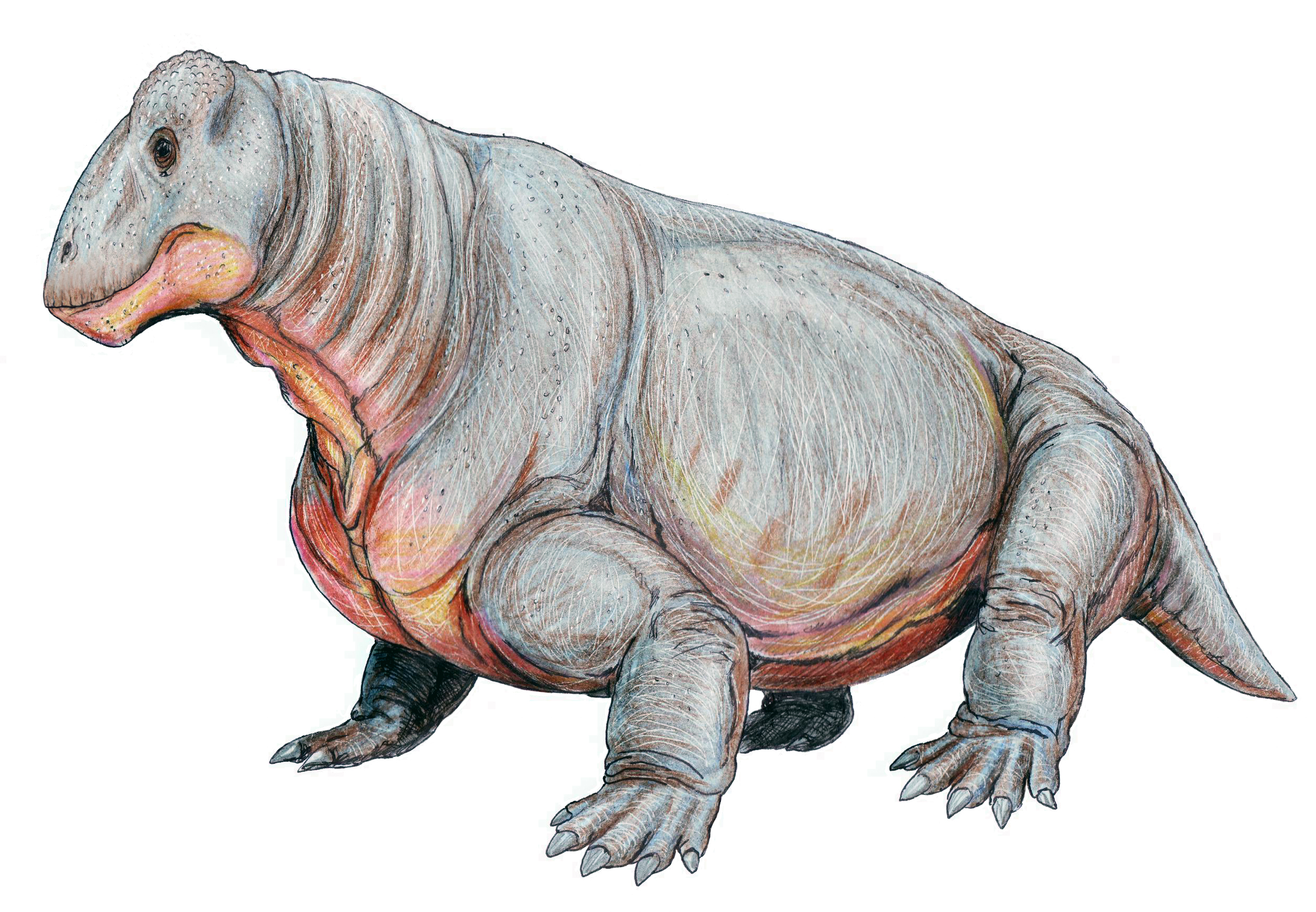
Ulemosaurus